# Conflitto sovietico-jugoslavo
L'espressione conflitto sovietico-iugoslavo indica una situazione di forte contrasto che divise l'Unione Sovietica e la Repubblica Socialista Federale di Jugoslavia, ufficializzata nella riunione del Cominform del 28 giugno 1948, che portò al temporaneo distacco della Jugoslavia del Maresciallo Tito dal costituendo blocco comunista dell'Europa orientale. I rapporti tra i due Paesi si avviarono verso la normalizzazione a seguito della morte di Stalin (5 marzo 1953), ed in particolare dopo la visita a Belgrado di Nikita Chruščёv nel maggio 1955.

## Premesse
Nel processo di graduale stalinizzazione dell'Europa orientale, Tito emerge come un leader carismatico, protagonista della lotta partigiana jugoslava nel secondo conflitto mondiale. Il Maresciallo era un fedele e stretto osservante della dottrina comunista incarnata dal Comintern e da Stalin; Tito stesso cominciò la resistenza in Montenegro solo il 13 luglio 1941, ben 3 mesi dopo l'inizio dell'invasione tedesca della penisola balcanica, cominciata il 6 aprile 1941; è verosimile che la resistenza cominciò solo all'indomani dell'Operazione Barbarossa e che nel frattempo i comunisti slavi siano rimasti ligi alle direttive moscovite. Ulteriore prova dell'ortodossia del Maresciallo Tito verso Mosca furono gli Accordi Tito-Šubašić, con il quale viene applicato l'accordo del 50-50 per la Jugoslavia concluso tra Churchill e Stalin durante gli incontri di Mosca nell'ottobre 1944.

## L'autonomia titina
All'indomani della fine della seconda guerra mondiale, Tito comincia la sua opera di costituzione della Jugoslavia comunista, pur se con particolari prese di posizione che si situano al di fuori della cieca obbedienza a Stalin. Questo atteggiamento, oltre all'indiscusso prestigio personale del Maresciallo Tito, era dettato dal fatto che la Jugoslavia, era riuscita a liberarsi da sola, senza l'intervento dell'Armata Rossa. In primo luogo, Tito prevede la creazione di uno Stato fondato sul concetto di autogestione e non comunista propriamente detto. In secondo luogo, il Maresciallo jugoslavo tentava di assurgere al rango di leader regionale per due questioni di politica estera che coinvolgevano i più diretti interessi della Gran Bretagna e dell'Unione Sovietica in quel quadrante:
1. Guerra civile greca. L'appoggio di Tito agli Andartes greci confliggeva con gli accordi sulle percentuali conclusi tra Winston Churchill e Stalin durante la guerra e che prevedevano che la Grecia sarebbe rimasta nell'orbita inglese. Stalin era convinto che appoggiare la guerriglia comunista non avrebbe comportato che l'avvelenamento delle relazioni tra Gran Bretagna e Unione Sovietica; inoltre, con saggezza, il leader sovietico comprendeva che le potenze occidentali non avrebbero tollerato l'interruzione delle loro linee di comunicazione nel Mediterraneo.
2. Creazione di una Federazione Balcanica. Il disegno titoista ledeva gli interessi diretti dell'Unione Sovietica, che prevedevano la Bulgaria sotto l'influenza di Mosca; inoltre, tale progetto, coinvolgeva anche l'Albania guidata dal pugno di ferro di Enver Hoxha, nella quale vi erano fermenti anti-jugoslavi a causa dell'occupazione serba del Kosovo. Ulteriore punto di scontro era la leadership regionale tra Jugoslavi e Bulgari. Tito lavorò alacremente a questo progetto dal 1946 al 1948, quando subì la scomunica del Cominform.

## La condanna del Cominform
Di fronte ad un compagno indisciplinato, Stalin approfittò della riunione di Bucarest del Cominform, l'organizzazione che riuniva i movimenti comunisti, fondata nel settembre 1947 a Szklarska Poręba, per mettere sul tavolo la questione jugoslava. Nel giugno 1948 la delegazione jugoslava viene accusata di deviazionismo dal marxismo-leninismo a causa del progetto di Federazione Balcanica e condannata  il 28 giugno.
Il Partito Comunista Jugoslavo veniva accusato contemporaneamente di trotzkismo e bucharinismo, di essere un covo di agenti dell'Occidente, di non garantire la libertà di espressione interna e di redigere piani quinquennali ritenuti irrealizzabili.

## Tito e l'Occidente
A fronte della defezione di Tito dal campo comunista, l'Occidente intravede la possibilità di blandire la Jugoslavia e di integrarla nel sistema militare di difesa della NATO, in modo tale da costituire un unico fronte territoriale, collegando gli alleati dell'Europa Occidentale con il settore egeo, costituito da Grecia e Turchia.
La cooperazione tra Jugoslavia, Gran Bretagna e USA culminò nel 1953-54 con la conclusione di due trattati di natura politico-militare:
- Trattato di Ankara del 28 febbraio 1953, un trattato di amicizia e cooperazione che prevedeva consultazioni tra Jugoslavia, Grecia e Turchia e che agganciava in maniera più forte la Jugoslavia all'Occidente.
- Trattato di Bled del 9 agosto 1954 che costituiva un'alleanza militare con Grecia e Turchia che prevedeva un intervento automatico in caso di aggressione ad una delle potenze firmatarie.

Tito approfittò della buona disposizione anglo-americana per chiudere a proprio favore la questione triestina nell'ottobre 1954, dal momento che a partire dalla scomunica di Bucarest era rimasta senza alleati nella disputa territoriale con l'Italia. Con il Memorandum di Londra del 5 ottobre 1954 la Jugoslavia riceveva la Zona B del Territorio Libero di Trieste.

## La distensione con l'Unione Sovietica
Una volta ottenuta la ricomposizione della questione di Trieste, Tito comincia in maniera più convinta il suo riavvicinamento all'Unione Sovietica, agevolato peraltro dalla morte di Stalin avvenuta il 5 marzo 1953. La dirigenza sovietica, ora guidata in modo collegiale da Chruščёv, Berija e Malenkov, visitò la Jugoslavia nel maggio-giugno 1955 e ristabilì le piene relazioni politiche e diplomatiche con essa. Con questo viaggio, l'Unione Sovietica riconosceva l'esistenza di vie alternative al socialismo, di fatto ammettendo che la rivoluzione, come avvenuta in Russia, non era un passo necessario all'instaurazione del socialismo; il socialismo avrebbe potuto essere raggiunto anche attraverso libere elezioni e con alleanze con partiti borghesi.